# 德拉達
马丁·德·拉达（Martín de Rada，1533年6月30日—1578年6月），奥斯定会西班牙修道士，他是第一批抵达菲律宾的西班牙传教士之一。
明万历三年（1575年），他和同工马林（Jeronimo Marin），随着征剿海盗的明军将领王望高，从马尼拉到福建泉州。首次登上中国大陆，后至福州谒见福建总督，要求长期留住中国传教，未得允许。同年返再经厦门，返回菲律宾。以后他又试图随王望高进入中国，竟被王望高抛弃在海难，险些丧命，未能成功。著有《中国札记》（Relacion de las cosas de China que propiamente se llama Taylin）一书。当时没有出版，但是这本书是另一位传教士胡安·冈萨雷斯·德·门多萨《大中华帝国史》一书的重要参考资料。